# L'Oiseau Bleu (train)
L'Oiseau Bleu était un train reliant Paris Gare du Nord à la Belgique qui circula à partir de 1929 jusqu'au milieu des années 1980. Il tient son nom de la pièce de théâtre écrite par l'écrivain belge Maurice Maeterlinck.

## Histoire
L’Oiseau Bleu a commencé à circuler entre Paris et Anvers le 16 mai 1929. Cette relation était exploitée par la Compagnie des wagons-lits, composé des voitures Pullman et tracté par des locomotives à vapeur. L'Oiseau Bleu était prolongé à Amsterdam en 1935 avec un horaire symétrique à celui de L'Étoile du Nord.
Horaires de L'Oiseau Bleu au service d'été 1929
| 188   | Pays     | Gare               | km  | 189   |
| ----- | -------- | ------------------ | --- | ----- |
| 09:30 | Belgique | Antwerpen Centraal | 0   | 22:36 |
| 10:29 | Belgique | Brussel Zuid/Midi  | 53  | 21:38 |
| 14:00 | France   | Paris Nord         | 363 | 18:05 |

L'Oiseau Bleu reprit son service le 1er juin 1947 avec voitures Pullman mais aussi les voitures des grandes lignes en 1re et 2e classe et un parcours limité à Paris - Bruxelles Midi.

## Trans Europ Express
Le 2 juin 1957 L'Oiseau Bleu entrera dans le pool Trans-Europ-Express (TEE). Le TEE Oiseau Bleu était assuré par les automotrices diesel jusqu'au 31 mai 1964. La SNCF, la SNCB et les NS utiliseront des automotrices diesel pour pallier les problèmes de l'électrification différente dans chaque pays.  Entre 31 mai 1964 et 1er août 1964 L'Oiseau Bleu était provisoirement assuré par une rame tractée composé de voitures des grandes lignes en première classe. Le 2 août 1964 les voitures des grandes lignes sont remplacées par des voitures Inox-PBA. À partir du 23 mai 1971 l'Oiseau Bleu était tractée par une CC 40100. L'Oiseau Bleu est supprimé le 3 juin 1984.

### Parcours et arrêts
Horaires du Oiseau Bleu au service d'hiver 1971/72
| TEE 80 | Pays     | Gare           | km  | TEE 87 |
| ------ | -------- | -------------- | --- | ------ |
| 07:13  | Belgique | Bruxelles Nord | 0   | 23:30  |
| 07:19  | Belgique | Bruxelles Midi | 6   | 23:23  |
| 08:01  | Belgique | Mons           | 61  | 22:50  |
| 08:46  | France   | St Quentin     | 162 | 22:04  |
| 09:57  | France   | Paris Nord     | 316 | 20:54  |